# Каландр

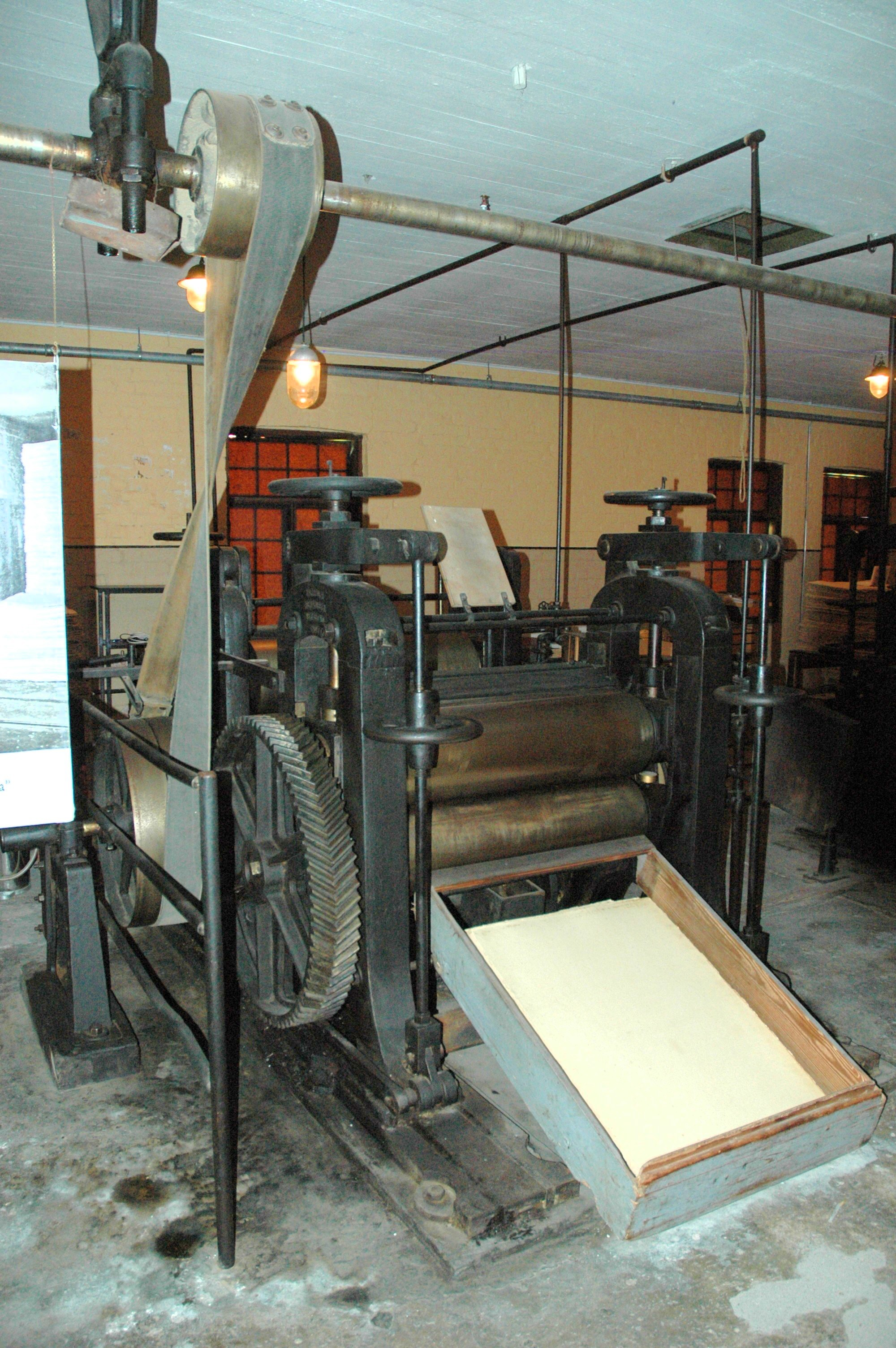
Общий вид каландра

Каландр (из фр. calandre от др.-греч. κύλινδρος «каток, валик») — пресс с горизонтальными валами.
Каландры бывают:
- машинные,
- суперкаландры,
- калибровочные,
- тиснильные.

## Каландр для полимеров

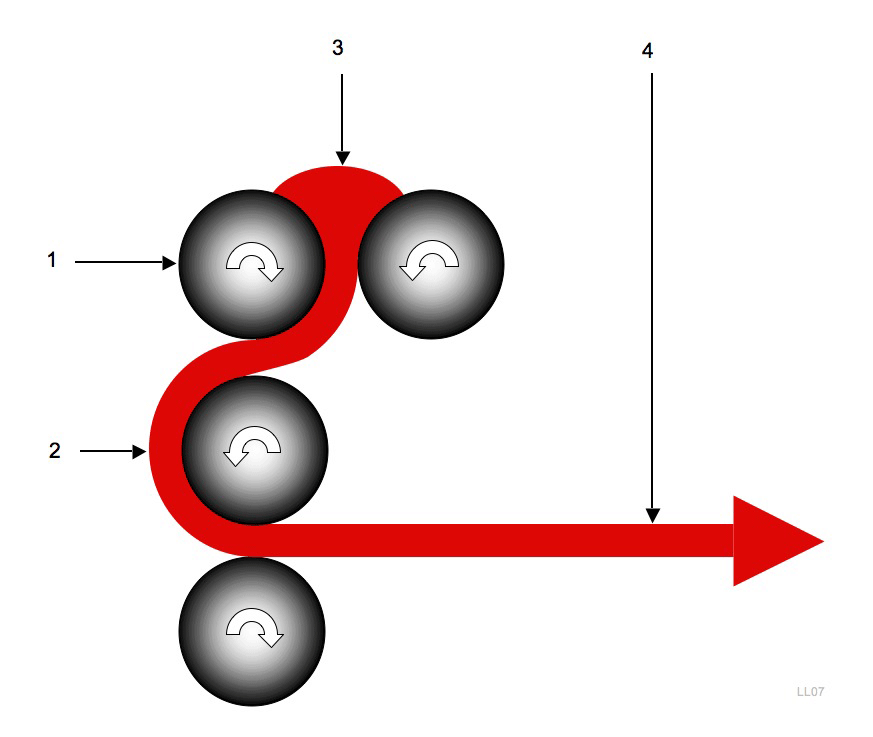
Схема процесса каландрирования

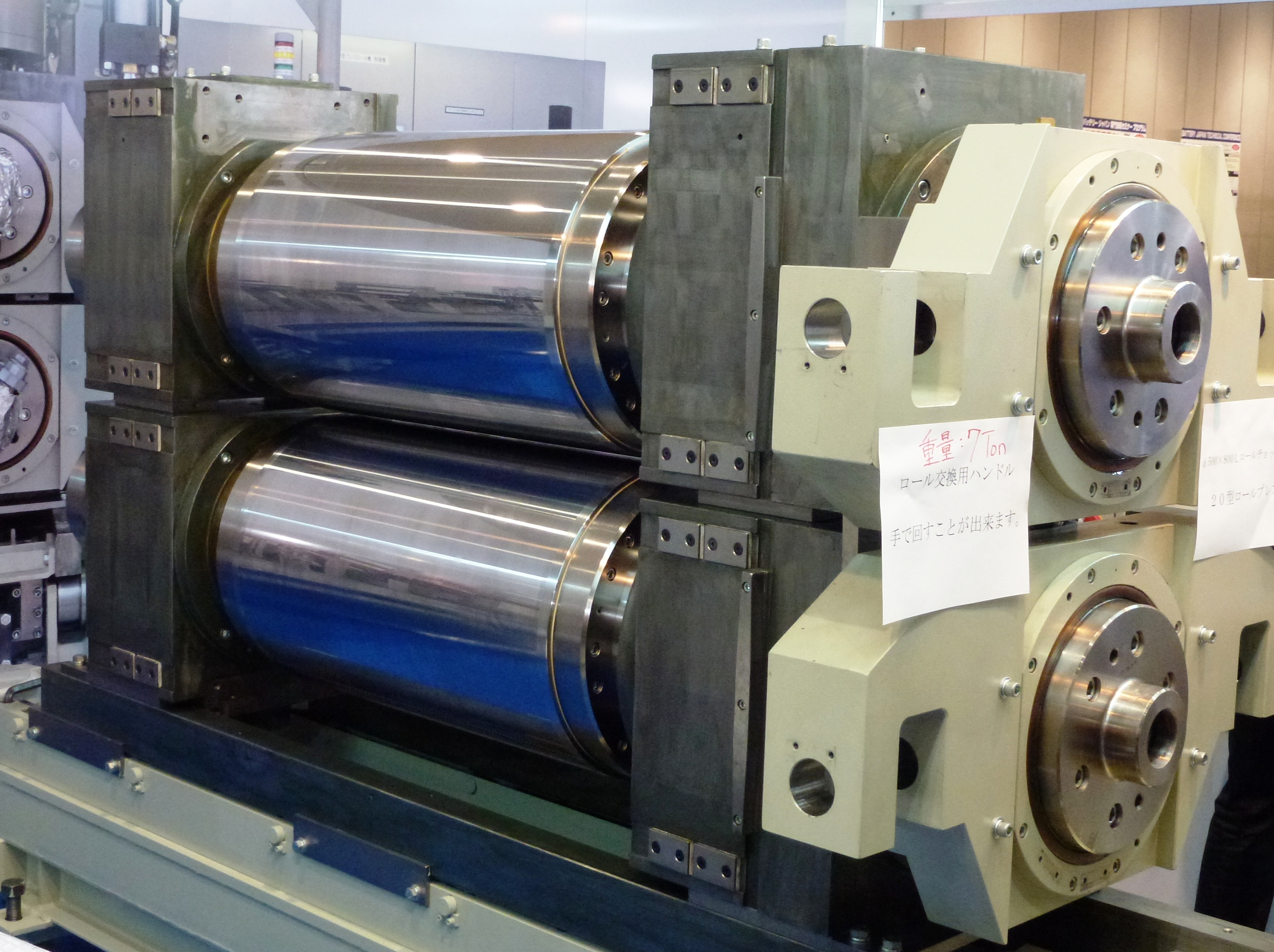
Каландр для формирования электродов в производстве литий-ионных аккумуляторов

Машина для непрерывного формования листа полимера или бумаги методом пропуска его через зазор между вращающимися валами.
В результате каландрирования получается полотно необходимой толщины и ширины.
Основными характеристиками каландра являются число валиков, их длина, диаметр и взаимное расположение.
Геометрия каландровых валиков является определяющим фактором для качества поверхности листа. Для защиты валиков от износа применяют высокоскоростное газопламенное напыление твёрдых сплавов (более длительная защита) либо гальваническое хромирование (более распространено).
Процесс каландрирования также используется при изготовлении текстильных натяжных потолков. Полотно из трикотажа, равномерно пропитанное полиуретаном, сушат, отжимают и придают необходимую толщину, пропуская его через вращающиеся валы.

## Фрикционный каландр
Отличается от обычного тем, что скорость вращения валов и материал, из которого сделаны валы, в нём не одинаковы. Это приводит к проскальзыванию одного из валов по поверхности обрабатываемого материала. Применяется для придания лощения конечному продукту (тканям, бумаге и т.д.).

## Гладильный каландр

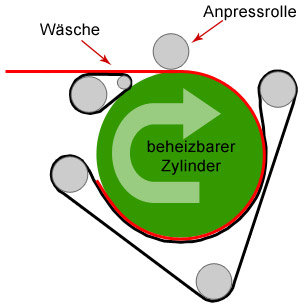
Схематическое изображение принципа действия каландра и отличие от гладильных катков

Паровое устройство для машинного глажения плоского, в том числе крупного белья (простыни, пододеяльники, наволочки, полотенца, шторы, скатерти, нательное бельё без конструктивных крупных твёрдых элементов (металлических, пластмассовых) и т.д.). Каландр является неотъемлемой частью любой прачечной с большим оборотом вещей. Проходя между горячим валом и натяжными ремнями-транспортёрами, бельё проходит процедуру глажки и сушки одновременно, эта процедура существенно уменьшает время, которое могло быть потрачено на ручную глажку. Нагрев вала происходит перегретым паром, проходящим внутри него под давлением. Позволяет гладить бельё до 50%-й влажности, заменяя собой также сушильные аппараты.

## Безопасность работы
При работе с каландром необходимо строго соблюдать технику безопасности. Вероятность попадания человека в машину близка к нулю благодаря защитным планкам, при подъёме которых агрегат прекращает работу, но такие случаи были и иногда заканчивались летальным исходом или тяжёлыми травмами.

## В кинематографе
Давилка (The Mangler) (1995, США)